# اوستیفکا
اوستیفکا (به لاتین: Ustyevka) یک منطقهٔ مسکونی در روسیه است که در باشقیرستان واقع شده‌است.